# Datation uranium-thorium
La datation uranium-thorium, ou méthode des déséquilibres radioactifs des familles de l'uranium et du thorium, est une méthode de datation radiométrique. Elle permet notamment de mesurer l'âge de certaines formations carbonatées d'origine animale (datation sur du corail) ou sédimentaire (spéléothèmes, couches de calcite qui peuvent se déposer sur une peinture ou une gravure préhistorique après sa réalisation).

## Principe
L'uranium est soluble dans l'eau. L'uranium 238 (l'isotope majoritaire) se désintègre lentement (avec une demi-vie de 4,47 milliards d'années) pour se transformer par quelques étapes rapides en uranium 234 (de demi-vie 245 500 ans), lequel se désintègre ensuite (par désintégration α) en thorium 230, de demi-vie 75 000 ans.
Contrairement à l'uranium, le thorium est insoluble dans l'eau. L'eau de mer (ou toute eau courante) contient donc de l'uranium 238 en équilibre séculaire avec son descendant 234U (à de très faibles teneurs : environ 2 µg d'uranium par mètre cube d'eau de mer), mais ne contient pas de thorium, qui précipite dès qu'il est formé.
Un matériau dur se formant en contact avec cette eau (le squelette minéral d'un corail, un coquillage, un squelette ou la formation de calcite sur les parois d'une grotte) piège l'uranium dissous dans l'eau dans son matériau constitutif. À l'origine, le matériau contient donc des traces d'uranium, mais pas de thorium.
Du fait que l' 238U continue à se désintégrer en 234U, avec lequel il était déjà en équilibre séculaire, la quantité d'234U immobilisé reste sensiblement constante dans le matériau. Mais à mesure que cet uranium 234U se désintègre (avec une demi-vie de 245 500 ans), le thorium s'accumule, la teneur en thorium augmente et tend vers son équilibre séculaire (suivant une loi exponentielle). Le rapport isotopique de thorium par rapport à l'uranium fournit donc une mesure du temps écoulé. 
Le 230Th ayant une demi-vie de 75 000 ans, cette méthode de datation a une plage de sensibilité optimale pour des datations de cet ordre. Pour des datations plus anciennes, on utilisera des isotopes à demi-vie plus longue, par exemple par la méthode de datation uranium-plomb.

## Limites de la méthode
- Déséquilibre isotopique : la méthode fait l'hypothèse d'un équilibre séculaire entre l'uranium 238 et l'uranium 234 dans l'eau de mer. Mais il peut arriver que l'uranium 234 soit présent initialement en plus grande quantité, faussant alors les rapports de désintégration.
- Fraction détritique : il peut y avoir un apport de thorium 230 exogène (ne provenant pas de la désintégration in situ de l'uranium 234), que d'ordinaire on peut quantifier grâce au rapport 232Th/230Th.